# Попович (Болгарія)
По́пович (болг. Попович) — село у Варненській області Болгарії. Входить до складу общини Бяла.

## Населення
За даними перепису населення 2011 року у селі проживали 543 особи.
Національний склад населення села:
| Національність   | Кількість осіб | Відсоток |
| ---------------- | -------------- | -------- |
| турки            | 181            | 60,5%    |
| цигани           | 53             | 17,7%    |
| Всього відповіли | 299            |          |

Розподіл населення за віком у 2011 році:
Динаміка населення: